# Maia Castro
Maia Castro (sinh ngày 21 tháng 3 năm 1980) là một nữ ca sĩ và nhà soạn nhạc chuyên về nhạc tango người Uruguay. Cô đã hoạt động âm nhạc từ năm 2005.

## Tiểu sử
Vào ngày 21 tháng 3 năm 1980, Maia Castro đã được sinh ra ở thành phố Montevideo, thủ đô của quốc giaUruguay.
Maia Castro bắt đầu sự nghiệp âm nhạc vào năm 2006 với album đầu tay của mình, nhưng trước đó cô đã hoạt động âm nhạc với tư cách là thành viên của các nhóm nhạc pop, rock và blues trong quá khứ.
Năm 2010, Maia Castro được Philharmonic Orchestra of Montevideo mời để tham gia biểu diễn trong buổi hòa nhạc Tres teeses para el tango với các ca sĩ Laura Canoura và Mónica Navarro. Với Dàn nhạc, cô đã biểu diễn hai chương trình ngoài trời và ba trong Nhà hát Solís. Cô tiếp tục trong năm tới với các chương trình qua Uruguay và thu âm cho album phòng thu thứ ba của mình.
Vào năm 2014, Maia Castro đã thực hiện "Chuyến lưu diễn ở Uruguay" của mình, bắt đầu bằng một buổi trình diễn tại Sala Zitarrosa ở Montevideo, sau đó đến Carmelo, Colonia del Sacramento, Mercedes, San José de Mayo, Florida và Maldonaldo. Cô đã thực hiện một chuyến lưu diễn âm nhạc một lần nữa vào năm sau tại châu Âu, mang nhạc tango đến Milan, Đức và chơi nhạc tại Lễ hội nhạc Tango của Phần Lan.